# Michelle Jenneke
Michelle "Shelly" Jenneke (Kenthurst, Nueva Gales del Sur, 23 de junio de 1993) es una vallista y modelo australiana. Ganó una medalla de plata en los 100 metros vallas en los Juegos Olímpicos de la Juventud 2010. También ganó los 100 m vallas en el Campeonato Australiano de Atletismo 2016 para clasificarse a los Juegos Olímpicos de Río.
Ha participado en diversos Campeonatos Australianos de Atletismo, Campeonatos Mundiales de Atletismo en Pista Cubierta, Universiadas y Juegos de la Mancomunidad.
En 2012 recibió la atención mundial de los medios de comunicación por su baile de calentamiento previo a la carrera de 100 metros vallas en el Campeonato Mundial Junior de Atletismo de 2012.

## Primeros años
Jenneke nació en Kenthurst, Nueva Gales del Sur, Australia. Asistió a The Hills Grammar School. En una entrevista, mencionó que sus pasatiempos favoritos eran el fútbol australiano, el fútbol, el balonmano, los quads y la escalada de árboles.
Ella estudia Ingeniería mecatrónica en la Universidad de Sídney, una combinación de ingeniería mecánica y eléctrica.

## Trayectoria

### Comienzos y Juegos Olímpicos de la Juventud
Jenneke ha entrenado como vallista con el entrenador Mick Zisti desde los 10 años de edad en el Cherrybrook Athletics Club de Cherrybrook, Nueva Gales del Sur. Compitió en los Pacific School Games de 2008 en Canberra en los 90 y 200 metros con vallas.
En marzo de 2010, Jenneke finalizó primera en los 100 metros vallas y rompió la marca australiana en la carrera de relevos mixtos para mujeres en los Australian Junior Championships 2010. En julio de 2010, Jenneke estuvo en el equipo de Australia en los Juegos Olímpicos de la Juventud 2010 en Singapur, en donde corrió los 100 metros vallas y el relevo mixto para mujeres. En la carrera con vallas terminó segunda con un tiempo de 13,56 segundos y estableció una marca personal después de ganar su prueba eliminatoria, mientras que el equipo de relevos mixtos llegó en cuarto lugar. Su medalla fue la primera que ganó Australia en los Juegos en atletismo.

### Carreras en Australia y popularidad mundial
En 2011, compitió en el Cooks Classic de Nueva Zelanda. En los Australian Junior Championships de 2011, y obtuvo un primer lugar en la carrera con vallas en el grupo de menores de 20 años. En abril de 2011 compitió en los Australian Athletics Championships y finalizó tercera en los 100 metros con vallas detrás de la campeona mundial Sally Pearson.
El 15 de julio de 2012, Jenneke terminó quinta en el Campeonato Mundial Junior de la IAAF 2012 en los 100 metros vallas. Después de la competición, un vídeo tomado durante las pruebas eliminatorias de los 100 metros vallas, fue subido a un sitio para compartir vídeos, y esto resaltó su perfil a nivel mundial.

### Equipo Australiano

#### Juegos de la Mancomunidad
Jenneke fue seleccionada como miembro del equipo Australia en los Juegos de la Mancomunidad en 2014. En dicha cita, Jenneke quedó quinta en la final con un tiempo de 13.36, Jenneke fue la competidora más joven en la final. Michelle Jenneke es la segunda mujer más veloz de los 100 m vallas en la historia de Australia.
El mejor récord personal de Jenneke es 12.82 en el Australian Athletics Championships en Brisbane el 29 de marzo de 2015.

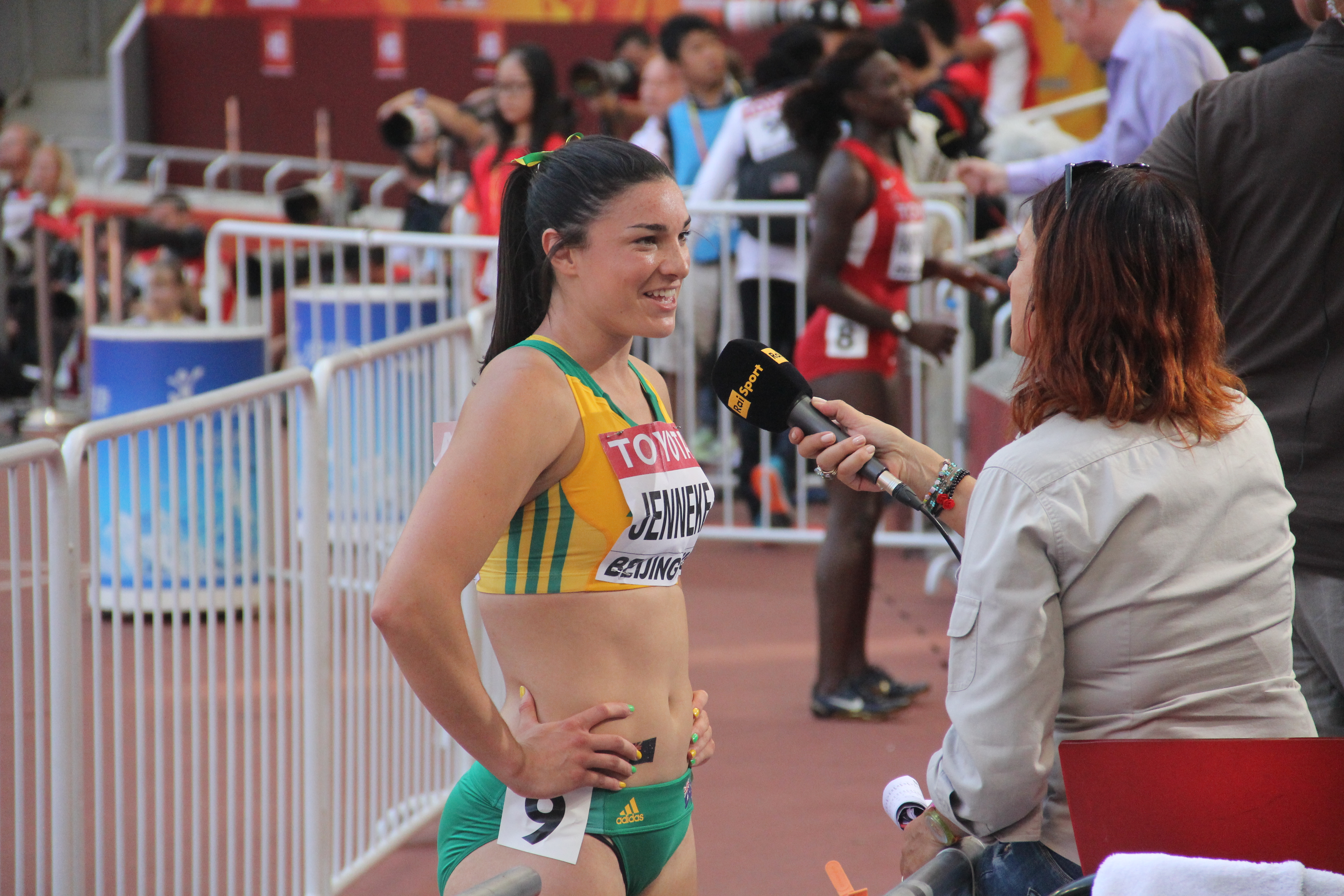
Jenneke en el Campeonato Mundial de Atletismo de 2015

#### Campeonatos mundiales
Jenneke finalizó segunda en los nacionales para clasificarse para el Campeonato Mundial de 2015 en Pekín. Jenneke pasó las eliminatorias avanzó hasta las semifinales. Terminó sexta en su semifinal y en el lugar 18 en la general.
En marzo de 2016 representó a Australia en el Campeonato Mundial de Atletismo en Pista Cubierta de 2016 en Portland, Oregón, y terminó en el décimo puesto. En abril de 2016 ganó la final del Campeonato Nacional de Australia de 100 m vallas con un tiempo de 12.93, clasificándola para los Juegos Olímpicos de Verano 2016 en Río.

### Juegos Olímpicos
En agosto de 2016, Jenneke compitió en sus primeros Juegos Olímpicos, pero no pudo salir de los heats, terminando en el sexto lugar en su heat con un tiempo de 13.26. Hubiera necesitado una mejor marca personal para calificar ya que el tercer tiempo de calificación en su heat fue 12.85.
Jenneke sufrió fuertes críticas por parte del entrenador en jefe australiano Craig Hilliard, especialistas en el deporte y los medios de comunicación debido a su bajo rendimiento en la competencia.

### Desempeño reciente
En los Juegos Universitarios de Australia en Perth, Jenneke probó suerte en los 100 m de carrera, llegando hasta la final, también el salto de longitud, donde finalizó segunda con un salto de 5.61 metros y su propio evento los 110 m vallas, que ganó en un tiempo de 14.19 segundos.
En agosto de 2017 compitió en su segundo Campeonato Mundial y pasó las eliminatorias a las semifinales, terminando en el séptimo lugar en su semifinal en un tiempo de 13.250. Hubiera necesitado una mejor marca personal para llegar a la final ya que el segundo tiempo de calificación en su semi era 12.85. En el montaje de eventos de la BBC (los momentos de los juegos como lo llamó la presentadora de la BBC, Gabby Logan) en la última noche de los juegos, se presentó Jenneke y su "baile" de calentamiento.
En abril de 2018, Jenneke representó a Australia en los Juegos de la Mancomunidad, terminando cuarta en 13.07, después de correr un tiempo de clasificación de 12.99.

## Logros y récords
- 1.er lugar - (100m vallas) – 2010 Australian Junior Championships. (Tiempo de Clasificación Olímpico: 12.93).
- 1.er lugar - (100m vallas) – 2010 Australian Junior Championships.
- 1.er lugar - (4×100m relevos mixtos) – 2010 Australian Junior Championships. Récord australiano.
- 2.º lugar - (100m vallas) – Juegos Olímpicos de la Juventud 2010, Singapur.
- 4.º lugar - (Relevo sueco) – Juegos Olímpicos de la Juventud 2010, Singapur.
- 3.er lugar - (100m vallas) – 2011 Australian Championships.
- 5.º lugar - (100m vallas) – Campeonato Mundial Junior de Atletismo de 2012, Barcelona, España.
- 5.º lugar - (100m vallas) – Juegos de la Mancomunidad de 2014, Glasgow, Escocia. (Tiempo de Clasificación: 13.36).[45]
- 2.º lugar - (100m vallas) – 2015 Australian Championships. (Tiempo de Clasificación: 12.82).[46]
- 3.er lugar - (100m vallas) – Universiada de 2015, Gwangju, Corea del Sur. (Tiempo de Clasificación: 12.94).
- 6.º lugar - (100m vallas) Semifinales – Campeonato Mundial de Atletismo de 2015, Pekín, China. (Tiempo de Clasificación: 13.01).[47] (Tiempo de Reacción más rápido: 0.122).[A]
- 10.º lugar - (100m vallas) Semifinales – Campeonato Mundial de Atletismo en Pista Cubierta de 2016, Portland, Estados Unidos. Récord personal.[48]
- 6.º lugar - (100m vallas) – Juegos Olímpicos de 2016, Río de Janeiro, Brasil. (Tiempo de Clasificación: 13.26).[49]
- 7.º lugar - (100m vallas) Semifinales – Campeonato Mundial de Atletismo de 2017, Londres, Inglaterra. (Tiempo de Clasificación: 13.250).[50]

Nota
- A* En todas las semifinales.

## Palmarés atlético
| Año                       | Competición                                       | Lugar                     | Posición                  | Evento                    | Notas                     |
| Representando a Australia | Representando a Australia                         | Representando a Australia | Representando a Australia | Representando a Australia | Representando a Australia |
| ------------------------- | ------------------------------------------------- | ------------------------- | ------------------------- | ------------------------- | ------------------------- |
| 2010                      | Campeonato Juvenil de Oceanía                     | Sídney, Australia         | 3.ª                       | 100 m                     | 12.15 s (+0.5 m/s)        |
| 2010                      | Campeonato Juvenil de Oceanía                     | Sídney, Australia         | 1.ª                       | 100 m vallas              | 14.12 s (−1.4 m/s)        |
| 2010                      | Campeonato Juvenil de Oceanía                     | Sídney, Australia         | 1.ª                       | 4 × 100 m relevos         | 45.75 s                   |
| 2010                      | Juegos Olímpicos de la Juventud                   | Singapur                  | 2.ª                       | 100 m vallas              | 13.46                     |
| 2012                      | Campeonato Mundial Junior de Atletismo            | Barcelona, España         | 5.ª                       | 100 m vallas              | 13.54                     |
| 2014                      | Juegos de la Mancomunidad                         | Glasgow, Escocia          | 5.ª                       | 100 m vallas              | 13.36                     |
| 2015                      | Universiada                                       | Gwangju, Corea del Sur    | 3.ª                       | 100 m vallas              | 12.94                     |
| 2015                      | Campeonato Mundial de Atletismo                   | Pekín, China              | 18.ª (sf)                 | 100 m vallas              | 13.01                     |
| 2016                      | Campeonato Mundial de Atletismo en Pista Cubierta | Portland, Estados Unidos  | 10.ª (h)                  | 60 m vallas               | 8.10                      |
| 2016                      | Juegos Olímpicos                                  | Río de Janeiro, Brasil    | 37.ª (h)                  | 100 m vallas              | 13.26                     |
| 2017                      | Campeonato Mundial de Atletismo                   | Londres, Inglaterra       | 21.ª (sf)                 | 100 m vallas              | 13.25                     |
| 2017                      | Universiada                                       | Taipéi, Taiwán            | 8.ª                       | 100 m vallas              | 14.82                     |
| 2018                      | Campeonato Mundial de Atletismo en Pista Cubierta | Birmingham, Inglaterra    | 22.ª (sf)                 | 60 m vallas               | 8.22                      |
| 2018                      | Juegos de la Mancomunidad                         | Gold Coast, Australia     | 4.ª                       | 100 m vallas              | 13.07                     |
| 2019                      | Campeonato Mundial de Atletismo                   | Doha, Catar               | 19.ª (sf)                 | 100 m vallas              | 13.09                     |
| 2022                      | Campeonato de Oceanía de Atletismo                | Mackay, Australia         | 2.ª                       | 100 m vallas              | 12.95                     |

## Cobertura mediática
En julio de 2012, vídeos de Jenneke bailando durante su calentamiento previo a la carrera antes de la carrera de 100 m vallas en el Campeonato Mundial Juvenil de Atletismo de 2012 en Barcelona se volvieron virales en YouTube. Un clip recibió 19 millones de visitas la semana siguiente y apareció en el programa estadounidense de entrevistas nocturnas, The Tonight Show.
Jenneke actuó en un corto video de comedia producido por el sitio web The Chive titulado Forever Alone Meets Michelle Jenneke, interpretándose a sí misma en una pieza que hace referencia a su vídeo viral de la carrera. El vídeo de Forever Alone había recibido más de diez millones de visitas en YouTube en 2014.
En enero de 2013, Jenneke ocupó el décimo lugar en las 99 mujeres más deseables de AskMen.com en 2013. Fue una de las atletas destacadas en la edición de Sports Illustrated Swimsuit 2013.
En 2014, Jenneke apareció en una aplicación informática móvil de vídeo sobre técnicas de estiramiento llamada Stretch with Michelle Jenneke.
A principios de 2014, Jenneke fue una estrella invitada en el Top Gear Sydney Festival, compitiendo con un Nissan GT-R.